# Uszynskij
Uszynskij (ros. Ушинский) – węzłowa stacja kolejowa w pobliżu miejscowości Borowoje, w rejonie szyłowskim, w obwodzie riazańskim, w Rosji. Węzeł linii Moskwa – Riazań – Samara ze ślepą linią do Kasimowa.